# Atrypanius albocinctus
Atrypanius albocinctus là một loài bọ cánh cứng trong họ Cerambycidae.